# St. John Lucas
St. John Lucas (1879 – 1934) è stato un poeta inglese.
Conosciuto per le sue antologie di versi, è stato anche amico e mentore di Rupert Brooke.